# 더 콘서트
《더 콘서트》(프랑스어: Le Concert)는 2009년에 제작된 프랑스 영화이다.

## 스토리
러시아의 볼쇼이 극장 청소부로 일하는 안드레이 필리포프는 전에 천재지휘자로 알려졌지만, 공산주의 정부에 의한 유대인 배척정책에 따르지 않았기 때문에, 악단에서 쫓겨난 과거를 가지고 있었다. 그는 어느 날, 파리의 극장이 취소한 악단대신이 된 오케스트라를 찾고 있다는 정보를 얻는다. 음악계 복귀의 기회라고 생각한 그는, 추방된 악단원들을 모으며, "볼쇼이 교향악단"으로 파리에 가는 것을 계획한다. 연주 종목은 차이콥스키의 바이올린 협주곡이었다. 안드레이는 솔리스트로서 여성 바이올리니스트를 안느마리 자켓(멜라니 로랑)을 지명한다. 그녀와 함께 연주하는 것도 안드레이의 목적이었다. 거기에는 과거의 사정이 관계되어 있었는데……

## 한국판 성우진(KBS)
- 유강진 - 안드레이(알렉세이 구스코프)
- 황원 - 이반(발레리 바리노브)
- 유해무 - 사샤(드미트라 나자로브)
- 이경자 - 이리나(안나 카멘코바)
- 탁원제 - 올리비에(프랑수아 베를레앙)
- 노민 - 레오니드(발렌틴 테오도시우)
- 김창주 - 빅토르(알렉산드르 코미사로브)
- 최문자 - 길렌느(미우 미우)
- 서문석 - 표트르(블라드 이바노브)
- 김영진 - 바실리(안겔 게오르게)
- 유호한 - 모세(비탈리 비치르)
- 윤동기 - 장폴(라이오넬 아벨란스키)
- 은정 - 안느 마리(멜라니 로랑)
- 박영재 - 버트런(로랭 바떼유)